# Сражение под Файславицами
Сражение под Файславицами — сражение 12 (24) августа 1863 года между русскими войсками и польскими повстанцами во время восстания 1863 года.

## Предыстория
После жиржинской засады, участвующие в ней повстанцы разделились на несколько отрядов, с целью рассеять внимание преследовавших. Часть инсургентов ушла в Радомскую губернию (эти группы были рассеяны отрядом из Радома, в бою у деревни Вир, 11 (23 августа), а другая — в северо-восточную и юго-восточную части Люблинской губернии.
Отряд Еманова (8 рот Архангелогородского полка, полуэскадрон улан, 2 сотни казаков, 30 объездчиков, 4 орудия) следовал 12 августа из дер. Высоке за отрядами Руцкого и Вагнера, уходившими на север. В то же время отряд Сологуба (6 рот пехоты, 1½ сотни казаков, 2 орудия.), высланный из Люблина и ночевавший (на 12 авг.) в деревне Яблонна, двигался через дер. Хмель к мест. Пяски. Отряды повстанцев, преследуемые Емановым, соединившись 12-го у дер. Дорогуч с отрядами Крука и Крысинского, повернули назад и после переправы через Вепрж, двинулись через дер. Олесники к Воли Идзиковской. В это время отряд Еманова следовал из деревни Гордзенице прямой дорогой к деревне Файславице.

## Бой
Заметив регулярные войска, повстанцы свернули в небольшой лес (к северу от Файславице). Они оказались в отчаянном положении, поскольку были слишком измотаны предшествующими маршами, чтобы оторваться от преследования, и слишком слабы, чтобы принять бой. Прибыв в деревню с кавалерией и 1 конным орудием, Еманов выдвинулся севернее и открыл огонь. Когда подошла пехота, он направил 4 роты для атаки леса с фронта, а 3 роты, 2 орудия и ½ эскадрона улан направил по дороге в мест. Бискупице, чтобы, став с западной стороны леса, помогать артиллерийским огнём фронтальной атаке, а главное — не позволить противнику уйти в соседний большой лес. Полуэскадрону улан, 2 сотням казаков и объездчикам приказано было обложить лес со стороны дер. Травники и мест. Бискупице. 1 рота оставлена при обозе. Когда была поведена атака на южную часть леса, Еманов, взяв 2 конных орудия, двинулся на его восточную сторону и, переносясь с орудиями с места на место, обстреливал лес картечью, не позволяя повстанцам выйти из него.
Вскоре к месту боя подошел отряд Сологуба и, по приказанию Еманова, атаковал лес со стороны Бискупице. Повстанцы, оказавшиеся под перекрестным огнем, после боя, продолжавшегося несколько часов, были разбиты. По свидетельству «Истории Архангелогородского полка», дело дошло до штыкового боя; многие постанцы не имели другого оружия и отбивались косами. По русским данным, повстанцы потеряли более 2/3 убитыми и ранеными и 680 пленными. По польским данным — около 200 человек убитыми и 170 человек ранеными, кроме того почти 640 пленными. Однако сам Крук и несколько десятков конных повстанцев успели ускакать. Кроме того, заблаговременно ушёл весь обоз повстанцев, а также 300 человек, его сопровождавшие. Русские войска сообщили о захвате 2 знамён, более 500 штуцеров и большого количества холодного оружия. Потери русских войск, по польским данным, составили 4 убитых, и около 40 раненых. По официальным русским данным потери составили всего 4 убитых и 7 раненых (согласно «Краткой истории Вологодского полка» все — из отряда Еманова, в отряде Сологуба потерь нет.). Однако согласно «Истории Архангелогородского полка», два сводных батальона (входившие в отряд Еманова) в бою под Файславицами потеряли 67 человек ранеными (число убитых не указано).

## Комментарии
1. ↑  3 роты Таврического гренадерского полка, 2 роты Волынского полка и рота 5-го стрелкового батальона